# 小谷澄之
小谷 澄之（こたに すみゆき、1903年8月3日 - 1991年10月9日）は、日本の柔道家（講道館10段）、レスリング選手。
身長162cm・体重69kgという小柄な体格ながら現役時代は柔道選手として明治神宮競技大会で優勝したほか、昭和天覧試合や熊本・福岡対抗試合、満州・福岡対抗試合等にも出場して活躍した。レスリング選手としてもロサンゼルス五輪に出場している。
現役を退いてからは欧州やアメリカ等を歴訪して柔道の普及と振興に尽力する傍ら、講道館や全日本柔道連盟で要職を歴任して永く柔道界の運営に携わり、晩年には講道館10段位に列せられた。

## 経歴

### 御影師範で柔道を始める
小谷は兵庫県但馬、朝来郡中川村（現・朝来市）の農村の家に4人兄弟の末っ子として生まれる。小学校時代は相撲が好きで、体は大きくはなかったものの20人以上の級友達を投げたり押し出したりして負かしていた。14歳で兵庫県御影師範学校に入学して初めて柔道衣を着用、この時に柔道の先生に褒められた一言が一生涯の柔道の縁となったという。竹内流の柔術家で、大日本武徳会教士でもあった藤田軍蔵の薫陶を受けたこの頃の事を小谷は、「全国大会前の1日3回に亘る練習はとても辛かった」としつつ、「一学期の試験と重なり練習をサボると上級生にビンタを見舞われるが、幸い自分は柔道が好きで、辛かったがサボらなかった。勿論ビンタも来なかった」と小谷は述懐している。

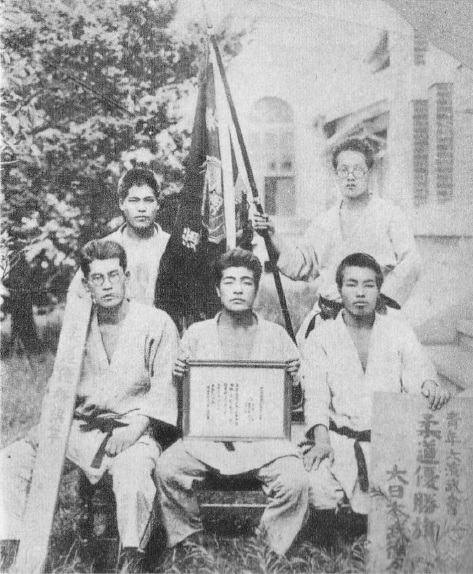
御影師範学校に優勝の栄誉を持ち帰った小谷（中央）ら

当時は、主に秋に近隣の各中等学校で柔道大会が開催されていて小谷達の所へも招待状が来ており、大会への出場申込をするとトーナメントの組み合わせが印字された簡単なプログラムが送られてきて、そこに自分の名前が印刷されてあるのが嬉しかったという。1921年11月付で講道館に入門、翌22年1月には初段を取得し黒帯を許された。後に寝て良し立って良しの“業師”と呼ばれる小谷の、柔道家としての第一歩であった。
1922年夏に大日本武徳会主催で開催された第3回全国中等学校大会の前には、学期末試験の勉強もそこそこに登校前・昼休み・放課後をひたすら柔道の稽古に打ち込み、正課で水泳をやっていた関係で背中の皮が剥け、更にそこに柔道衣がこすれて激痛を伴ったがそれをも堪えて飯よりも好きな柔道の稽古に励んた部員仲間の事を、小谷は晩年に「最も懐かしい友人達」と回顧している。
肝心の大会は中学校・商業学校・農学校・師範学校が一堂に会し、両校5名ずつの点取り方式のトーナメント戦を2日間で8回戦まで戦う大掛かりなもので、小谷らの兵庫御影師範学校が辛い練習の甲斐もあって優勝する事ができた。第1回大会の福岡県・福岡県立中学修猷館（現・県立修猷館高校）、第2大会の富山県・富山県中学校（現・県立富山高校）に次ぐ大会史上3番目の優勝校となり、真紅の大優勝旗を手にした時は感無量の思いであったとの事。
同年秋にも近畿地区の大学や専門学校の主催で中等学校の柔道大会が多く開催され、沢山の優勝旗を学校の講堂に飾る事ができたという。

### 東京高等師範時代

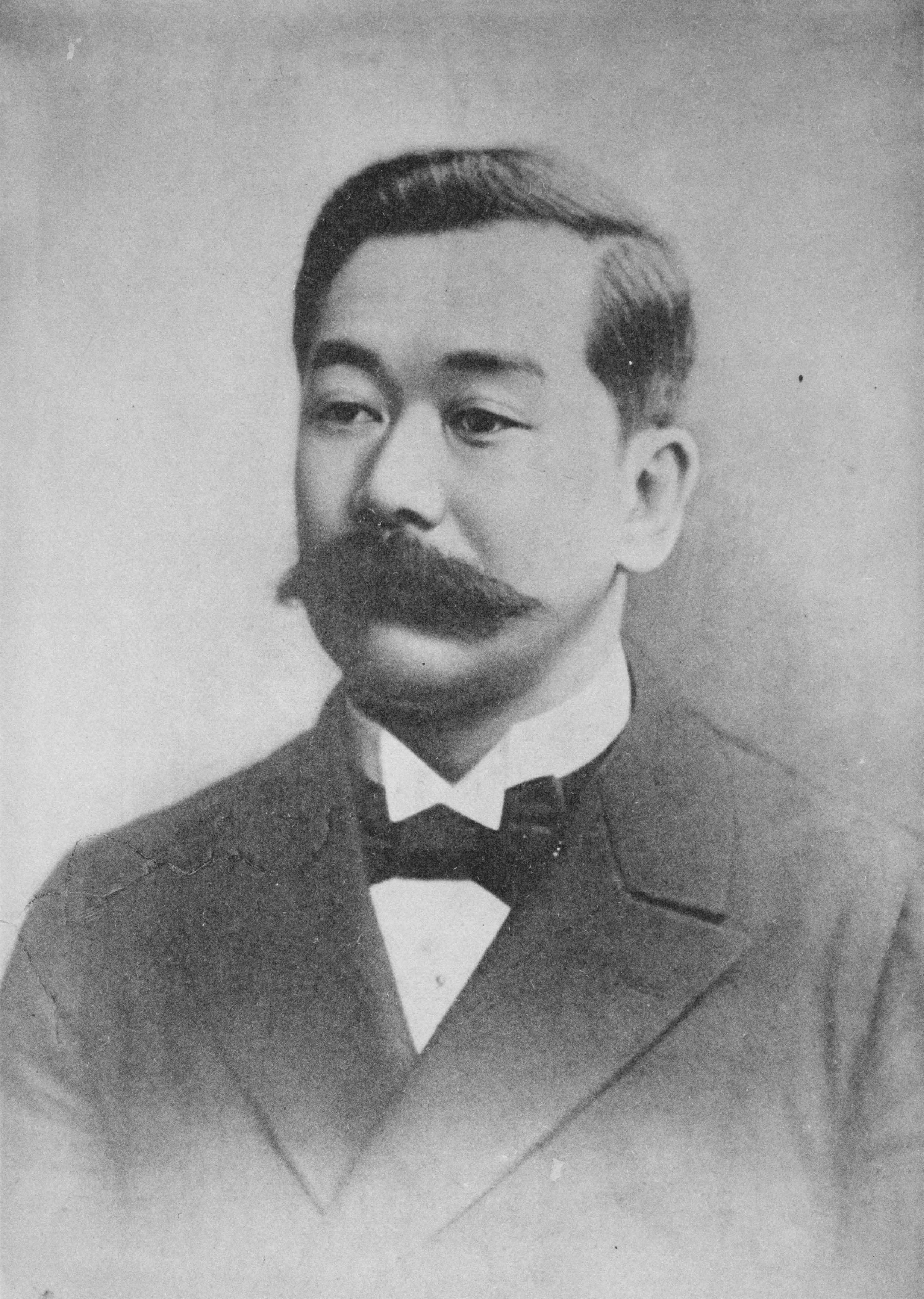
東京高等師範学校時代の校長は嘉納講道館長だったが、実際に指導を受ける事は無かった。

1923年3月に兵庫御影師範学校を卒業後、20歳で上京し東京高等師範学校に入学すると、永岡秀一・桜庭武・橋本正次郎ら講道館の重鎮の元で、それ迄の試合本位の練習方法ではなく正しい技の指導を受ける事に。小谷曰く「最初のうちは随分苦しかった」との事だが、一方で学校の稽古の無い日や日曜日には下富坂の講道館総本山へ出稽古に通い、他大学の学生との練習を楽しんでいたという。
講道館では指導員の中野正三に面白いように投げられたが、投げられまいと無理な踏ん張りや防御姿勢を取るような事はせず、2,30回も叩き付けられて礼をした後は這って更衣室に戻る事もあった。このような稽古が功を奏して自然と体捌きが体得され、当初は頭で考えながら掛けていた技も、無意識の内に繰り出せるようになっていったという。全盛時で身長162cm・体重69kgという小柄な体躯の小谷だったが、こうして磨かれた背負投を生涯の得意技として体得し体格で劣るハンデキャップを埋め、柔道評論家のくろだたけしはその様を“ズバリ切って落とす名刀の冴え”と絶賛している。
1926年の明治神宮大会（青年組4段の部）に出場した時、小谷は試合前の待合所ではソワソワして用を足したり寝転んでみたりと、自身の緊張を自認しつつ、事前に作戦や相手の得意技を考える事等はしなかった。一度試合場に上がってしまえば逆に落ち着き、雑念も一掃されて、組んだ時の手の感触を以て自然に技を掛ける事ができたという。その結果、予選リーグで香川の村井真一と静岡の瀬谷浩を破って福岡の豪勇・須藤金作と引き分け、同点決勝で再試合となった須藤を鮮やかな内股で一閃、決勝戦では東京学生柔道界ナンバーワンと云われた立教大学の山本武四郎に背負投で畳を背負わせて優勝を果たしている。
なお、当時の東京高等師範学校長は嘉納治五郎で、晩年に「小谷は能く自分の理想とする柔道を習得した」と満足気に語って海外へ柔道の視察・指導に赴く際は、現地でデモンストレーションを行う為に随行したりもしている（後述）が、学生時代には嘉納と直接話をする機会は無く、講道館の紅白試合等で遠くから嘉納の顔を謁見する程度だった。
卒業を間近に控えた1927年になって小谷とその同級生3,4人とで嘉納宅を訪ねた際、和服姿の嘉納はこの教え子らを快く迎え入れて暫く談笑した後に筆を取り、普段は書かない“丹心照萬古”等の揮毫を書いて小谷らに渡してくれた事が印象に残ったという。この言葉の意味は、“嘘・偽りなく真心より生じる行いはいつの世までも手本であり続ける”で、嘉納の書句ではあまり見られず数点が現存するのみである。

### 熊本・福岡対抗試合での活躍

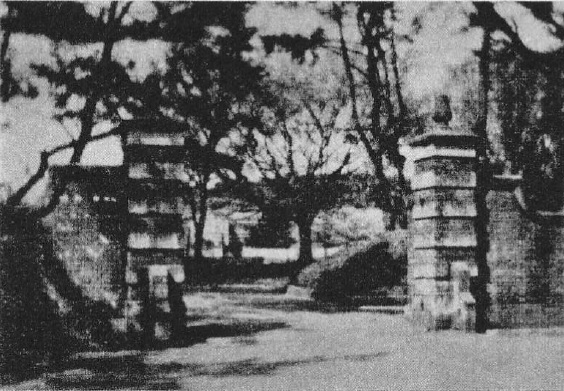
1927年より奉職した旧制第五高等学校

1927年3月に東京高等師範学校を卒業すると、熊本県の旧制第五高等学校（現・熊本大学）に助教授として着任する傍ら、旧制熊本医大予科（現・熊本大学医学部）も兼任で柔道の指導に当たった。小谷の回顧録に拠れば、熊本時代は寝技の練習ばかりで、大柄な者を相手にして寝技をやっていると大抵2,30分で腕がカチカチに硬くなり、ここからが本当の練習だと戒めて一層汗を流したという。汗が出ている時はまだ調子が良い内で、2時間以上も続けていると汗が出なくなる代わりに口の周りに塩を吹き、この時が練習を終えるタイミングだったという。一方、大日本武徳会熊本支部や中学校に出稽古に赴くと、乱取で小谷が小外刈や払腰、体落、背負投等の得意とする技を掛ければ、必ず相手が転んでいる程に圧倒的な強さを誇った。
同年11月に開催された熊本県と福岡県との対抗試合（両軍20名ずつの勝ち抜き試合）に講道館5段となったばかりの小谷は熊本方で出場する事が決まると、小谷はここでいきなり大将の重責を任される事となり、熊本にとっては第1回大会・第2回大会で熊本の大将を務めた宇土虎雄5段を副将に据えて絶対必勝の体制で臨む事となった。試合は前半で福岡が有利に進めたものの、熊本の牛島辰熊4段が4人を抜いて挽回し、後半では再び福岡が寄り戻して福岡側に3人を残し小谷に出番が回ってきた。

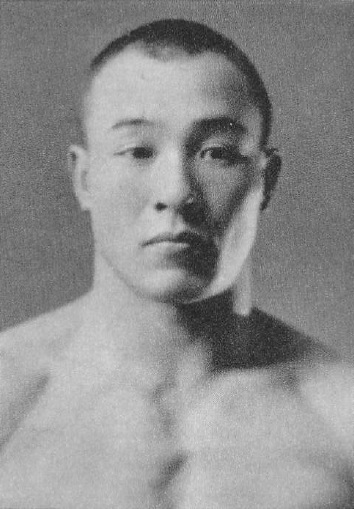
小谷と名勝負を演じた福岡の西。

小谷はまず福岡方三将で先の明治神宮大会の雪辱も程々に強（したた）かに引き分けを狙う須藤金作5段と相見えた。体重70kg程度の小谷は30kg以上もの体重差を跳ね除けて須藤に一本背負投を2発見舞うが、いずれも勢いがあり過ぎたため須藤の体（たい）は一回転してしまい畳に足で着地してポイントにはならず。それでも試合時間24分、最後は背負投に仕留めた。続いて、同じく体重100kg以上の副将・森崎一郎5段との熱戦を、今度は試合時間18分で払腰に降して試合の形勢を5分に戻し熊本陣営を狂喜させた。大将決戦となった西文雄5段との試合は、両者攻防の末に試合時間30分のうち20分以上が過ぎた頃、主審の永岡秀一の「暫くで引き分け」の掛け声に焦りを覆えた小谷が場外間際で足払を仕掛けると、西は名人芸とも言える燕返に応じこれが決まって福岡側に軍配が上がった。
「（3人合わせて）1時間近く試合をしていたと思うが、まだまだ試合のできる状態で負けたのは残念であった」「腕等も硬くったわけではなく、自分の不注意というか、精神的な面で欠けていたから負けた」と小谷。1万5千人の観衆や臨席していた嘉納治五郎の前で熊本の逆転優勝を演出する事は出来なかったが、大会での大活躍と柔道史上に残る西との名試合で観戦した人達に強烈な印象を残し、小谷は柔道界において一躍その名を知られる所となった。西も後に、試合を終始優位に進めた小谷に対して「小谷さんこそ、当代並ぶ者の無き名人」「試合内容は全く私の負けだった」と賛辞を送っている。なお、熊本県・福岡県対抗大会は両県民が互いにエスカレートし過ぎて険悪な空気が漂い、最後には両県知事が仲裁に乗り出して、この第3回大会を以て開催中止となっている。

### レスリングで五輪出場
1929年に小谷は満州に渡って南満州鉄道株式会社に入社し、南満洲工業専門学校にて柔道師範として指導も行った。同年5月の御大礼記念天覧武道大会には、当時の柔道家として最高の栄誉である指定選士32人の1人にも選出されている。同大会では予選リーグで慶應義塾出の浅見浅一5段を相手に時間一杯を戦って優勢勝、末次哲朗7段には開始45秒で背負投で一本勝するも、三船門下の逸材・佐藤金之助6段との激闘では16分11秒に判定を失い惜しくも決勝トーナメント進出はならなかった。
程無く岡部平太の口利きで満州・福岡の対抗試合が開催される事となると、1930年5月の第1回大会に小谷は満州軍の副将として出場、藤野善次郎5段を上四方固に抑えて抜き、巨漢・島井安之助5段とは引き分け、1931年5月の第2回大会には同じく副将として出場した久永貞男5段と引き分けた。その後も1934年7月の満州と東京学生連合との第6回対抗試合や満州・大阪、満州・長野といった対抗試合に大将として出場するなど、満州チームを統率する中心選手として永く活躍した。
この間、社会人としては満州国政府の招聘により体育課長（武道会柔道主任教授）の任を担ったほか、南満州鉄道の参事・新京生計部長・同総務部長といった要職も歴任している。同時に、「柔道の先生が教養が無いとは思われたくない」「柔道も強いが、人間的にも立派な人になりたい」との思いから、大連では南山麓の妙心寺に何年も通い続け、静かな部屋で坐禅を組んでいたという。

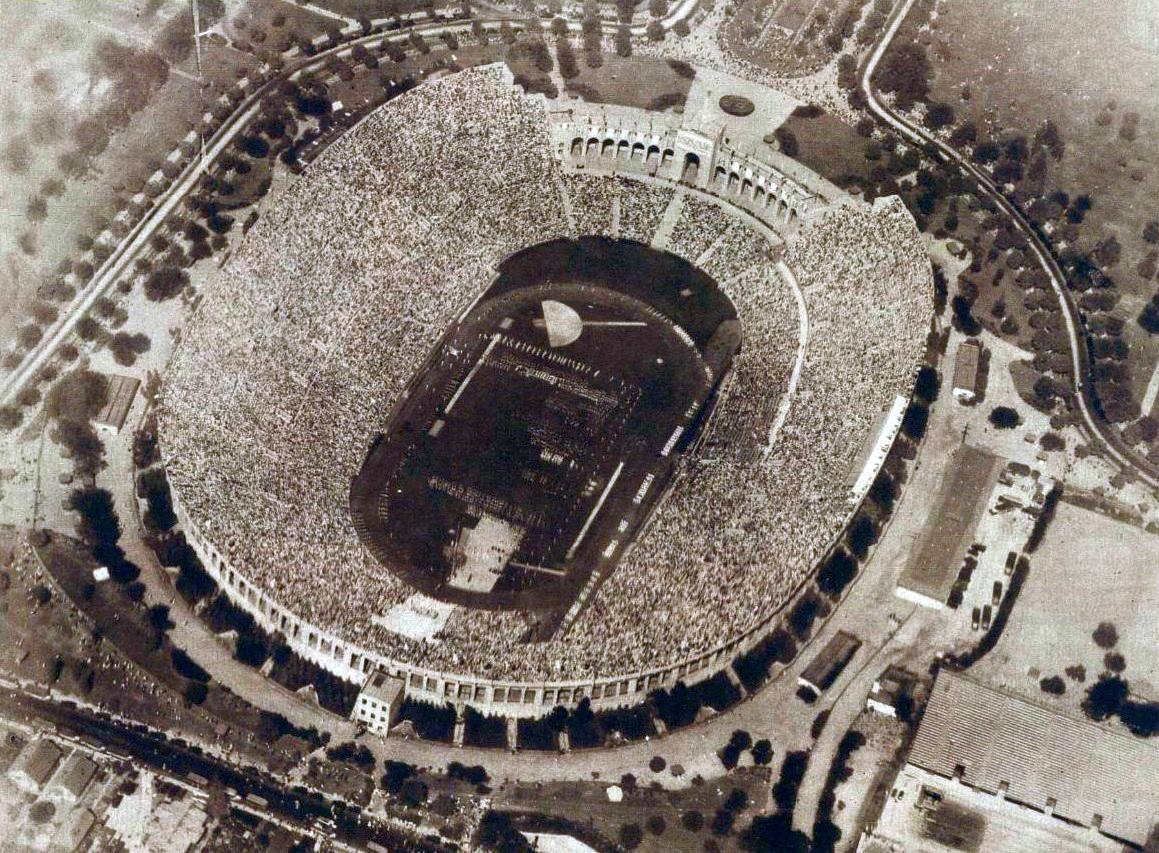
レスリング競技に出場したロサンゼルス五輪

1932年、所属する南満州鉄道株式会社から欧州・アメリカ出張を命じられ、これを巡回する。ロサンゼルスに滞在中の5月、柔道場に通うレスリング選手とレスリングルールで試合をしないかとの打診があり、東京高等師範学校時代に少しばかりレスリングの経験があった小谷はこれを快諾。小谷はこの試合を僅か5分足らずでフォール勝に収めて周囲を驚かせた。同行していた講道館の吉田四一4段と共に、同じロサンゼルスで同年8月に開催が予定されていた五輪大会のレスリング競技に日本代表として出場させよという機運が一気に高まり、後援会まで立ち上がる始末だった。
以後、小谷は五輪大会まで昼間はレスリング、夜間は柔道の稽古という生活を続け、大会本番には他の選手との兼ね合いもあって本来の体重に見合うライト級ではなく、2階級上のミドル級の選手としてフリースタイルクラスに出場する事となった。
8月の五輪本大会では河野芳男や鈴木英太郎ら他階級の日本選手達の過半が2回戦で敗れる厳しい状況下にあって小谷は3回戦まで勝ち上がり、この階級の金メダリストとなるスウェーデンのイバール・ヨハンソンにフォール負を喫したものの5位入賞を果たす。なお、小谷自身もフリースタイルのフェザー級に出場し、後に“日本レスリング界の父”とも呼ばれる八田一朗が後日、「小谷さんがあの時、本来の階級のライト級に出場していれば、日本レスリング協会は創立早々金メダルを取っていた。実に残念な事をした。」と口惜しさを滲ませていたと云う。

### 後進の指導に当たる

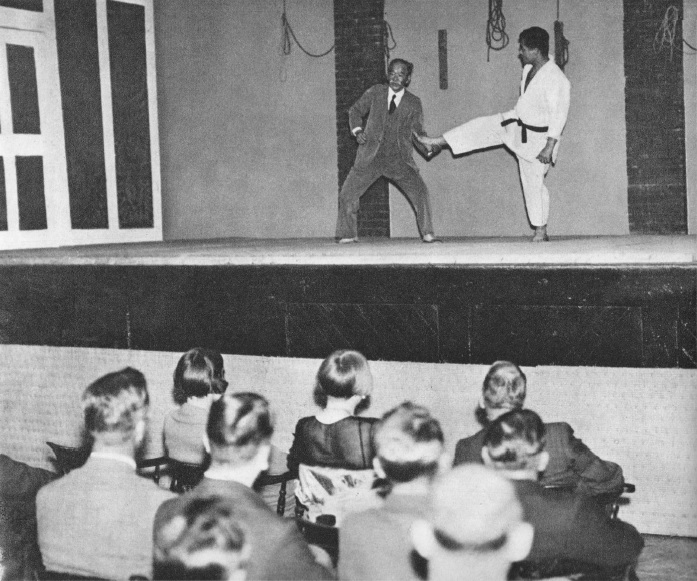
ロンドンにて柔道のデモンストレーションを行う嘉納と小谷（右）。

五輪大会後は、IOC委員としてロサンゼルス五輪に臨席していた嘉納治五郎と共にカリフォルニアでの柔道大会に参加し、小谷はその場でロサンゼルス在住の有段者を相手に15人掛を披露している。
翌33年、1940年の五輪大会を東京に誘致すべく嘉納がウィーンで開催のIOC会合に赴く際には、嘉納の娘婿である鷹崎正見6段と共にこの随行役として抜擢され、5月から12月まで半年以上の長期に渡る欧州各地での柔道巡回指導の一翼を担った。満州から遠路はるばるシベリア鉄道で渡欧して始まったこの行程では、嘉納と寝食を共にしながら現地での指導やデモンストレーション等を行い、小谷の回顧に拠れば、現地の巨人連中を指導したり時には真剣試合をしたりしたが、相手をいくら投げても一度も嘉納から褒められた事は無かったという。それでもこの様子は各地の新聞に大々的に取り上げられ、「JUDO」の名は急速に広まっていった。その後、1937年12月には講道館より7段位を拝受。1939年には5月から12月まで、南米各国を指導して周った。
戦後、1946年12月に満州から引き揚げ、大阪に大阪柔道クラブを創設して約250人の後進を指導した。
1949年6月より講道館に奉職して以後は同館渉外部（現・国際部）参与や審議会審議員、道場幹事長、同指導本部長といった要職を担い、国内外を問わず斯道の普及・振興に尽力した。小谷の指導を仰いだ細川熊蔵9段に拠れば、小谷は同郷や同窓等に拘る事も無く、柔道を愛する者であれば等しく誠意を傾けて接していたという。以後、その人格と技量を買われて柔道指導のために歴訪した国は前述の欧州各国のほか、アメリカやフィリピン、ビルマ、カナダ等、実に十数各国にも及んだ。特に1953年から1957年迄の5年間は毎年渡米して2カ月間、アメリカ空軍を指導する程の熱の入れ様だった。曰く、「各国の柔道人と肌を触れ合い、共に汗を流していると、これほど楽しい事は無い」「柔道衣姿が、肉親同様の親近感を思わす」との事。
高段者の中には年を重ねてからというもの柔道衣を着用しなくなる者も少なくない中で、小谷も晩年まで稽古衣に袖を通して講道館の大道場に立ち続け、実際に若者らに胸を貸して汗を流していた点は特筆される。
東京都品川区南大井に居を構え、1953年から法務省矯正局教官や日本体育協会参与に就任、1968年には東海大学教授を拝命してそちらでも門生の柔道指導に当たった。

### 講道館10段位を允許
| 段位 | 年月日         | 年齢 |
| ---- | -------------- | ---- |
| 入門 | 1921年11月23日 | 18歳 |
| 初段 | 1922年1月8日   | 18歳 |
| 2段  | 1923年10月1日  | 20歳 |
| 3段  | 1924年7月19日  | 20歳 |
| 4段  | 1924年12月23日 | 21歳 |
| 5段  | 1927年10月31日 | 24歳 |
| 6段  | 1932年7月20日  | 28歳 |
| 7段  | 1937年12月22日 | 34歳 |
| 8段  | 1945年5月4日   | 41歳 |
| 9段  | 1962年11月17日 | 59歳 |
| 10段 | 1984年4月27日  | 80歳 |

講道館では道場最高顧問や評議員、全日本柔道連盟においては1950年に幹事として着任してから永く柔道界の運営に携わり、1988年の法人化に際し同連盟を退任する際には副会長となっていた。全国高等学校体育連盟に柔道部が創設された時には、「全日本柔道連盟は全国高等学校体育連盟に立ち入るような事はしない。頼まれた事には協力する」と語り、その後40年以上一貫してこれを有言実行したという。
一方でこの頃、本来の柔道が点取り主義の勝ち負けに拘る競技柔道に傾倒していった当時の状況を心から慨嘆し、正しい柔道への原点回帰を願う小谷がその想いを周囲の人間に語る時だけは、普段温厚で物静かなその表情を紅潮させていた。
1962年11月に9段に昇段して赤帯を許され、1972年11月には講道館創立90周年功労賞を受賞。1974年秋の叙勲では勲四等瑞宝章瑞宝章も授与されている。1984年4月27日の講道館百周年記念式において事実上の柔道最高段位である10段位を允許。空位となっていた10段位が埋まるのは、栗原民雄が1979年10月に没して以来約4年半振り、実質的な存命者での10段位は三船久蔵が1965年1月に没して以来約20年振りの事であった。昇段に際し小谷は「図らずも10段を授与されたが、（嘉納）師範は地下でどう思っておられるか」と謙遜すると同時に、「先生!努力精進だけはする覚悟ですから、宜しくご指導の程お願い致します」と続けている。
10段になってもなお、柔道衣を着て講道館道場で毎日汗を流す傍ら、自身の生涯を描いた自伝『柔道一路 -海外普及につくした五十年-』を出版する等した。
1987年12月には自身や夫人の健康を考えて郷里・兵庫県の西宮市に転居。転居2日前に突然嘉納行光講道館長の元を訪れ「長い間お世話になったけれど、明後日転居します」と述べ、送別の宴を開催する暇も無く慌ただしく東京を去っていったが、以後は晴耕雨読で悠々自適の生活を送っていたという。
1991年の夏頃より体調を崩し、嘉納館長が見舞いに訪れた際には会話する事ができなかった。同年10月、小谷は肺炎のため死去した。享年89。
小谷の柔道界に対する多大な貢献から講道館葬を以て送られる事となり、11月15日に講道館大道場で厳かに執り行われた。会場には各都道府県柔道連盟会長および9段各位、原文兵衛参議院議員らが駆け付けた。嘉納行光館長のほか全日本柔道連盟を代表して南嶋清久9段、全講道館員を代表して細川熊蔵9段が弔辞を述べ、塩川正十郎自治相の弔電が読み上げられている。
翌92年、講道館殿堂入り。

## 著書
- 「柔道の形」（共著：不昧堂）1954年-1955年刊
- 「図解コーチ柔道」（成美堂出版）1967年刊
- 「柔道五教」（成美堂出版）1974年刊
- 「柔道一路」（ベースボール・マガジン社）1984年9月刊　ISBN 4-583-02449-5
- 「嘉納治五郎大系」（本の友社）1987年10月-1988年5月刊

など